# Famille von Geroldseck
La famille von Geroldseck est une famille noble germanique qui a laissé trois châteaux dans l'est de la France, en Alsace et en Moselle.

## Nom de famille
Étymologiquement, le nom veut dire qui vient du « coin » ou du domaine appartenant à Gerold. Le XIXe siècle a d'ailleurs voulu établir une filiation légendaire avec Gerold de Vintzgau (ou Anglachgau) ou avec les "Udalrichinger".

## Historique

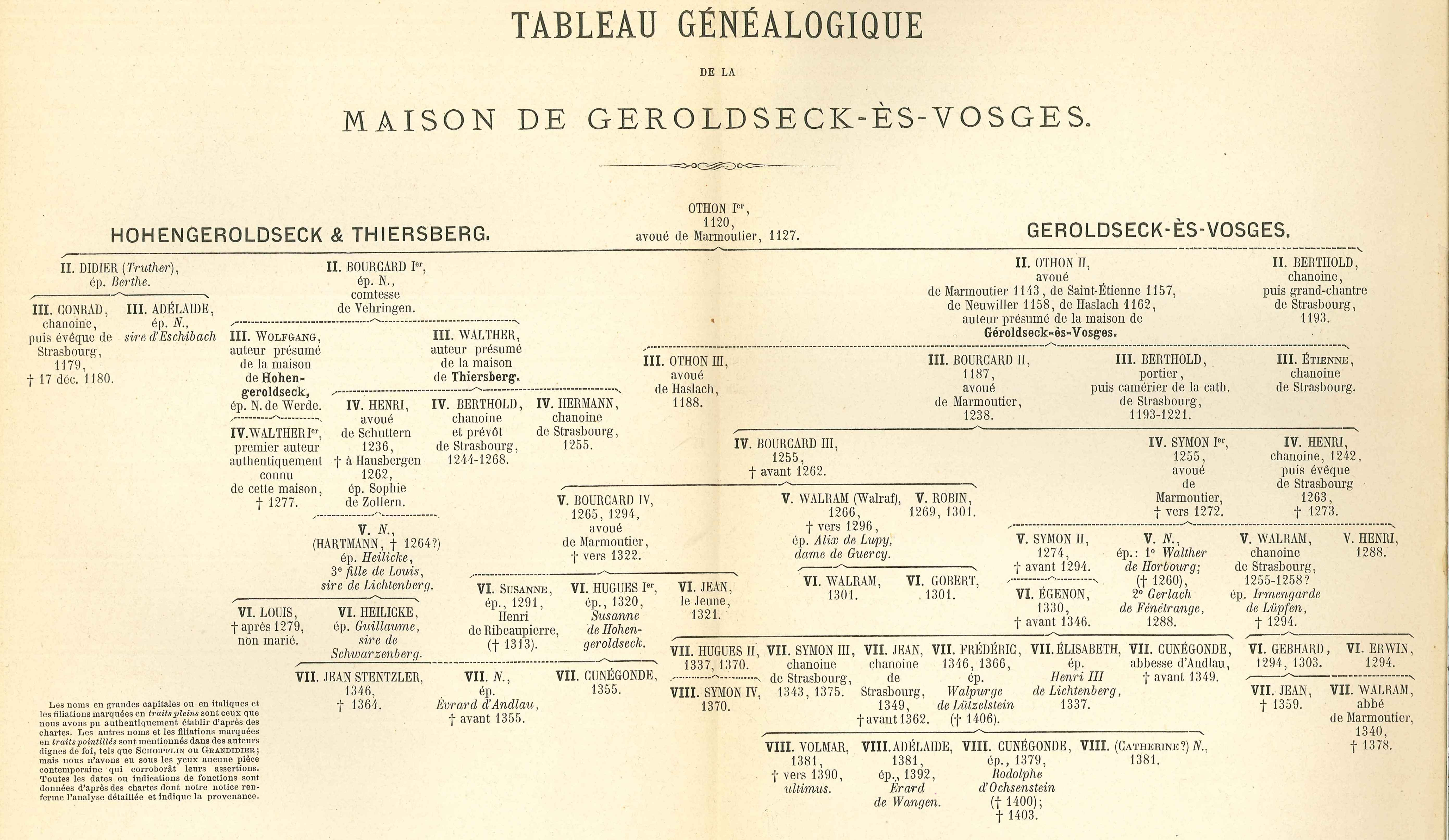
Tableau généalogique de la famille Geroldseck

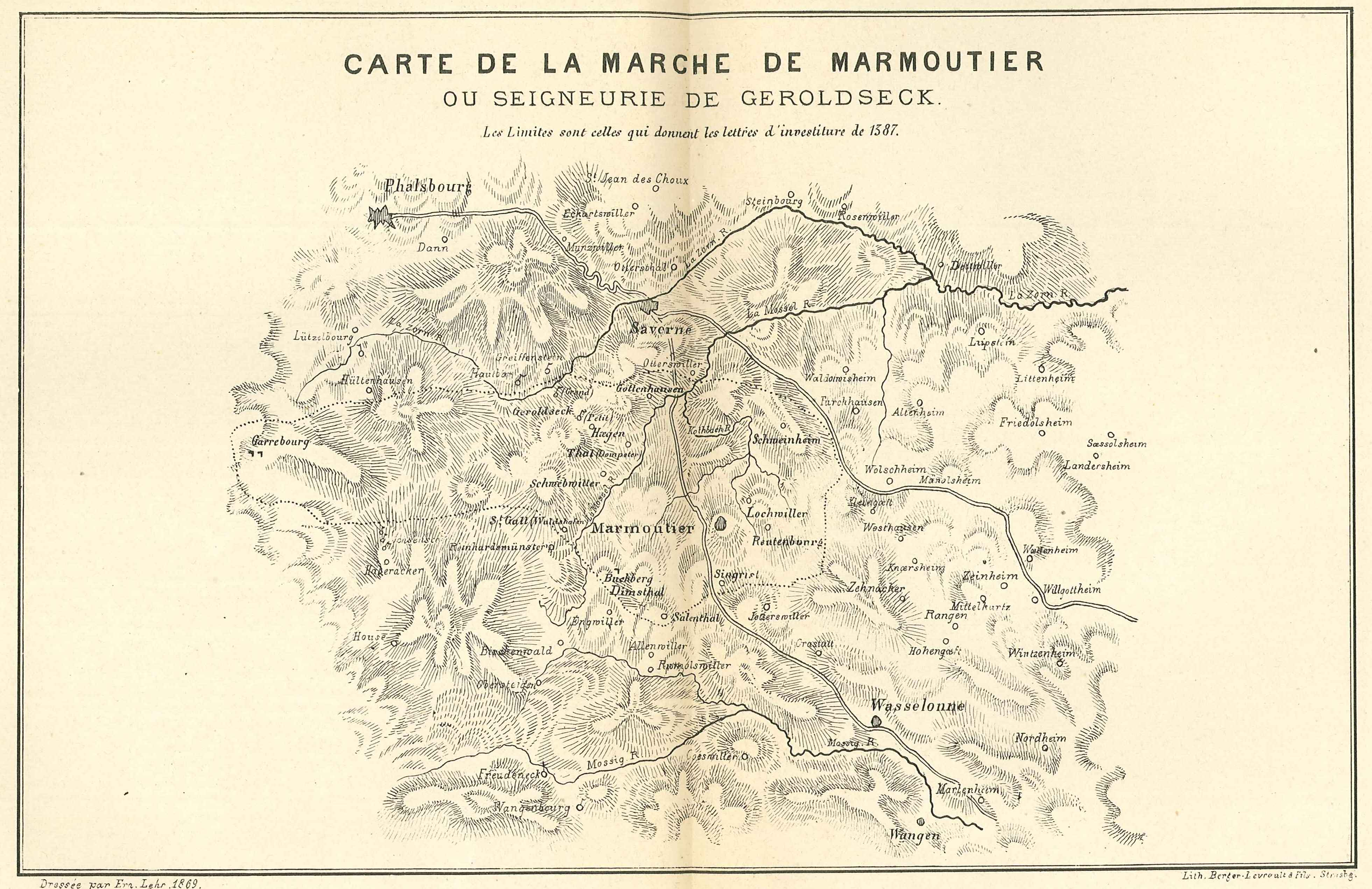
Carte de la seigneurie de Geroldseck dans ses limites de 1387

Les sires de Geroldseck apparaissent au XIIe siècle comme avoués de l'abbaye de Marmoutier en Alsace. L'origine de la famille n'est pas connue avec certitude, mais ils semblent apparentés aux Ochsenstein, et sont surnommés « Geroldseck-ès-Vosges » (en allemand Geroldseck am Wasichen) pour les distinguer de la famille homonyme allemande (dite Hohengeroldseck), originaire quant à elle du pays de Bade (à Seelbach), et avec laquelle plusieurs unions matrimoniales furent contractées.
En tant qu'avoués, ils veillaient sur la Marche de Marmoutier (soit la souveraineté temporelle de l'abbaye, don royal du VIe siècle, qui jouissait de l'immédiateté impériale). Cette charge devint en leur faveur un fief de l'évêché de Metz, dont peu à peu ils constituèrent une seigneurie de Geroldseck qui leur appartint jusque vers 1390. Le fief se composait de treize villages et comprenait deux châteaux : le Grand-Geroldseck et le Petit-Geroldseck à Haegen, qui abritaient les différents membres de la famille se partageant le pouvoir.
Entre 1109 et 1387, on distingue trois lignées :
- celle de Othon Ier jusque vers 1193 ;
- celle de Bourcard II jusque vers 1362 ;
- celle de Simon Ier jusque vers 1390 : la lignée mâle est alors éteinte.

Jean de Geroldseck acquit au XIVe siècle la seigneurie de Steinsel (aujourd'hui Niederstinzel en Moselle) ; il laissa son nom au château de Geroldseck ou « Geroldseck-sur-Sarre » dont les ruines sont encore visibles.
La seigneurie fut ensuite partagée entre plusieurs familles nobles et influentes de Basse-Alsace, dont les Wangen (de Wangenbourg) qui obtinrent au début du XVIe siècle le droit d'accoler le nom de Geroldseck au leur. Les Rappoltstein prirent également l'écu de Geroldseck, avant de vendre leur part au duc de Lorraine et aux Landsberg.
Occupés par des seigneurs chevaliers brigands, les châteaux furent ruinés après un siège le même siècle. La Marche de Marmoutier et la seigneurie de Geroldseck passèrent sous domination française dès l'Ancien Régime.